# Epitacio Pessoa (fotógrafo)
Epitacio Pessoa Ferreira Torres dos Santos ou simplesmente Epitacio Pessoa é um jornalista e fotógrafo da Agência Estado. Foi vencedor do Prêmio Esso e Prêmio Vladimir Herzog.